# Wapen van 's-Gravenzande

Het wapen van 's-Gravenzande (1960)

Het wapen van 's-Gravenzande (1816-1960)

Het wapen van 's-Gravenzande werd op 24 juli 1816 aan de Zuid-Hollandse gemeente 's-Gravenzande bevestigd in gebruik. Op 3 oktober 1960 is aan het wapen een kroon toegekend van drie bladeren en twee parels. In 2004 is de gemeente samen met De Lier, Monster, Naaldwijk en Wateringen opgegaan in de gemeente Westland, waardoor het wapen niet langer officieel gebruikt wordt. In het wapen van Westland zijn geen delen van het wapen van 's-Gravenzande overgenomen.

## Blazoenering
De blazoenering uit 1816 van het wapen van 's-Gravenzande luidde als volgt:
Van lazuur beladen met een klimmende leeuw van goud.
In gewoon Nederlands: Een blauw schild met daarop in goud (of geel) een klimmende leeuw.
Op 3 oktober 1960 werd een nieuwe beschrijving gemaakt die luidde:
In azuur een klimmende leeuw van goud. Het schild gedekt met een gouden kroon van 3 bladeren en 2 paarlen.
Het wapen is opnieuw beschreven en voorzien van een gravenkroon.

## Geschiedenis
In 1246 verkreeg 's Gravenzande, tot dan toe Sande geheten, stadsrechten van graaf Willem II van Holland. Sindsdien zegelde de stad met een leeuw, vrijwel zeker afgeleid van het Wapen van Holland. De oudst bewaarde afdruk hiervan dateert uit 1427. Vermoedelijk waren de kleuren oorspronkelijk rood op zilver. Bij de bevestiging in 1816 is het wapen door de Hoge Raad van Adel toegekend in rijkskleuren, mogelijk omdat de kleuren niet bij de aanvraag waren aangegeven.

## Verwant wapen

Het wapen van de graven van Holland (Gerulfingen)